# بيلي ديا
بيلي ديا هو لاعب هوكي جليد كندي، ولد في 3 أبريل 1933 في إدمونتون في كندا.

## وصلات خارجية
- بيلي ديا على موقع دوري الهوكي الوطني (الإنجليزية)
- بيلي ديا على موقع قاعة مشاهير الهوكي (لاعب أن.إتش.أل) (الإنجليزية)
- بيلي ديا على موقع EliteProspects.com (الإنجليزية)
- بيلي ديا على موقع HockeyDB.com (الإنجليزية)
- بيلي ديا على موقع Hockey-Reference.com (الإنجليزية)